# الدوري الأرمني الممتاز 1994
الدوري الأرمني الممتاز 1994 (بالأرمنية: Հայաստանի Բարձրագույն խումբ 1994)‏ هو الموسم 3 من  الدوري الأرمني الممتاز. الذي يشرف على تنظيمه اتحاد أرمينيا لكرة القدم، وكان عدد الأندية المشاركة فيه  15، وفاز فيه نادي شيراك.